# Stay (Faraway, So Close!)
Singles de U2
Lemon
(1993) Hold Me, Thrill Me, Kiss Me, Kill Me
(1995)
Stay (Faraway, So Close!) est une chanson du groupe irlandais U2, sortie le 22 novembre 1993. C'est le troisième et dernier single tiré de leur album Zooropa, publié en juillet de la même année. C'est l'un des rares morceaux pop-rock d'un disque très marqué par l'électronique et l'expérimentation. 
Cette chanson a été inspirée par la musique de  Frank Sinatra et écrite pour lui. Une deuxième version de la chanson a été enregistrée par le groupe pour la bande originale du film Si loin, si proche ! (1993) de Wim Wenders et a été nommée pour le Golden Globe de la meilleure chanson originale lors de la 51e cérémonie des Golden Globe Awards.
Stay (Faraway, So Close!), dans son mélange de finesse et de style pompier, incarne la quintessence des années MTV. N°1 en Irlande et assez bien placée dans les autres classements mondiaux, elle  a été bien accueillie par la critique et est certifiée disque d'argent au Royaume-Uni avec plus de 200 000 exemplaires vendus.

## Thème
« Le film parlait d'anges qui veulent être des hommes et vivre sur Terre, explique Bono. Mais pour cela, ils doivent devenir mortels. C'était une superbe image à exploiter - l'impossibilité de désirer une telle chose, et le prix à payer pour l'obtenir. »

Dans les paroles de Bono, la frontière entre réalité et fantasme est incertaine - pour autant que ces deux notions puissent figurer dans le monde de Zooropa.

## La chanson vue par le groupe
En 2005, Bono a déclaré que Stay (Faraway, So Close!) était « peut-être la plus grande chanson de U2 », affirmant qu’elle avait le « contour le plus extraordinaire 
d’une mélodie ». Elle est vraiment très sophistiquée. Les paroles ne manquent jamais », et il a noté qu’ils n’avaient « jamais fait de Stay le single qu’il méritait d’être ». Il l’a nommée comme l’une de ses deux chansons préférées de U2, avec Please. Le guitariste The Edge l’a qualifié de « morceau le plus marquant de l’album ». Le réalisateur Wim Wenders l’a décrite comme l’une de ses chansons préférées de U2.

## Clip
Le clip a été réalisé par Wim Wenders et tourné à Berlin, en grande partie en noir et blanc. Les membres du groupe y jouent le rôle des anges gardiens des musiciens qui interprètent la chanson à leur place. L'actrice Nastassja Kinski apparaît également dans le clip.

## Classements
| Pays                            | Positions |
| ------------------------------- | --------- |
| Australie (ARIA)                | 5         |
| Autriche (Ö3 Austria Top 40)    | 22        |
| Canada (Canadian Singles Chart) | 14        |
| États-Unis (Billboard Hot 100)  | 61        |
| France (SNEP)                   | 18        |
| Irlande (Irish Singles Chart)   | 1         |
| Nouvelle-Zélande (RMNZ)         | 6         |
| Pays-Bas (Nederlandse Top 40)   | 10        |
| Royaume-Uni (UK Singles Chart)  | 4         |
| Suède (Sverigetopplistan)       | 13        |
| Suisse (Schweizer Hitparade)    | 20        |